# 公孙师
公孙师（？—？），子姓，名师，又称司城师，是右师戊的儿子，宋庄公的孙子，宋国司城。
前609年，宋武公的后裔领着宋昭公的儿子，准备侍奉母弟须来发动叛乱。十二月，宋文公杀死了母弟须，让戴族、庄族、桓族在华耦的宾馆里攻打武氏，把武族、穆族驱逐出国。宋文公派公孙师做司城，公子朝去世后，又让乐吕做司寇，来安定国人。
前576年八月，宋共公下葬。在这时，华元做右师，鱼石做左师，荡泽做司马，华喜做司徒，公孙师做司城，向为人做大司寇，鳞朱做少司寇，向带做太宰，鱼府做少宰。荡泽要削弱公室，就杀了公子肥。华元出奔晋国。鱼石在黄河岸上阻止华元出逃，华元请求讨伐荡泽，鱼石答应了。华元这才回来，派遣华喜、公孙师率领国人进攻荡氏，杀了荡泽。